# Ulrich Glassmann
Ulrich Glassmann (* 1970 in Köln) ist ein deutscher Politikwissenschaftler.

## Leben
Nach dem Magisterabschluss in Politikwissenschaft, Geschichte und Philosophie an der Universität Köln (1997) war er Doktorand am Max-Planck-Institut für Gesellschaftsforschung. 2005 wurde er an der Universität Osnabrück zum Dr. rer. pol. promoviert. Seine Dissertation, die den Einfluss der staatlichen Ordnung auf die lokale Wirtschaft in Deutschland und Italien behandelt, wurde mit dem von Hans-Gert Pöttering gestifteten Europa-Förderpreis ausgezeichnet.
Danach war Glassmann im Wintersemester 2006/2007 Gastwissenschaftler am Centro Interdipartimentale di Ricerca sul Cambiamento Politico an der Universität Siena. 2007 wurde er am Lehrstuhl für Vergleichende Politikwissenschaft der Universität zu Köln zum Akademischen Rat auf Zeit ernannt. Von 2013 bis 2015 vertrat er eine Professur am Fachbereich für Politik- und Verwaltungswissenschaft der Universität Konstanz. Glassmann ist seit 2016 Professor für Comparative Political Economy und seit 2021 Vizepräsident für Europa und Internationales an der  Europa-Universität Flensburg.
Er forscht zu Kooperations- und Konfliktmustern von wirtschaftlichen und politischen Akteuren in kollektiven Handlungsdilemmata. Sein Area-Schwerpunkt bildet die Ökonomien des Mittelmeerraums.

## Schriften (Auswahl)
- Busemeyer, Marius; Glassmann, Ulrich (2022). The Value and Future of Work in the Digital Economy, in: Busemeyer et al. (eds.): Digitalization and the Welfare State. Oxford: Oxford University Press: 83-98, https://doi.org/10.1093/oso/9780192848369.003.0005 letzter Zugriff am 2. Feb. 2023.
- Glassmann, Ulrich und Maximilian Filsinger (2021): Varieties of Private Household Dept in Europe: Incompatibility of  Culturally Diverse Lending Regimes Between Germany and Italy, in: German Politics, 30(3): 380-402, https://doi.org/10.1080/09644008.2021.1877662.
- Glassmann, Ulrich (2018): Eine verlorene Generation? Ursachen der Jugendarbeitslosigkeit in Italien, in: Grasse, Aleander, Grimm, Markus, Labitzke, Jan (Hg.): Italien zwischen Krise und Aufbruch. Reformen und Reformversuche der Regierung Renzi. Wiesbaden: VS Verlag: 343-363, https://doi.org/10.1007/978-3-658-16092-0_13.
- Glassmann, Ulrich (2016): Social Rights, Family Networks and Regional Varieties of Capitalism in Mediterranean Countries. Regional Studies, 50 (1): 35-51, https://doi.org/10.1080/00343404.2013.871629
- Sauermann, Jan and Ulrich Glassmann (2014): Restraining Free-Riders: The Effects of Actor Types and Decision Rules in the Public Goods Game. Rationality and Society, 26 (3): 290-319, DOI:10.1177/1043463114533073
- Rörig, Karoline; Glassmann, Ulrich; Köppl, Stefan (2012)Hg.: Länderbericht Italien. Bonn: Bundeszentrale für politische Bildung: 304-328, ISBN  978-3-8389-0240-1.
- Glassmann, Ulrich and Jan Sauermann (2011): Entscheidungskosten und Gemeinwohleffekte demokratischer Abstimmungsregeln – eine experimentelle Untersuchung. Politische Vierteljahresschrift, 52 (3): 373-398, https://doi.org/10.5771/0032-3470-2011-3-373
- Glassmann, Ulrich (2007) Staatliche Ordnung und räumliche Wirtschaftspolitik. Eine Analyse lokaler Produktionssysteme in Italien und Deutschland. Wiesbaden 2007, ISBN 3-531-15223-8.
- als Herausgeber mit Karoline Rörig und Stefan Köppl: Länderbericht Italien. Bonn 2012, ISBN 978-3-8389-0240-1.